# Case créole
Pour un article plus général, voir case.

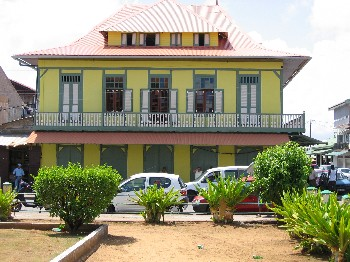
Maison créole réhabilitée à Cayenne (Guyane).

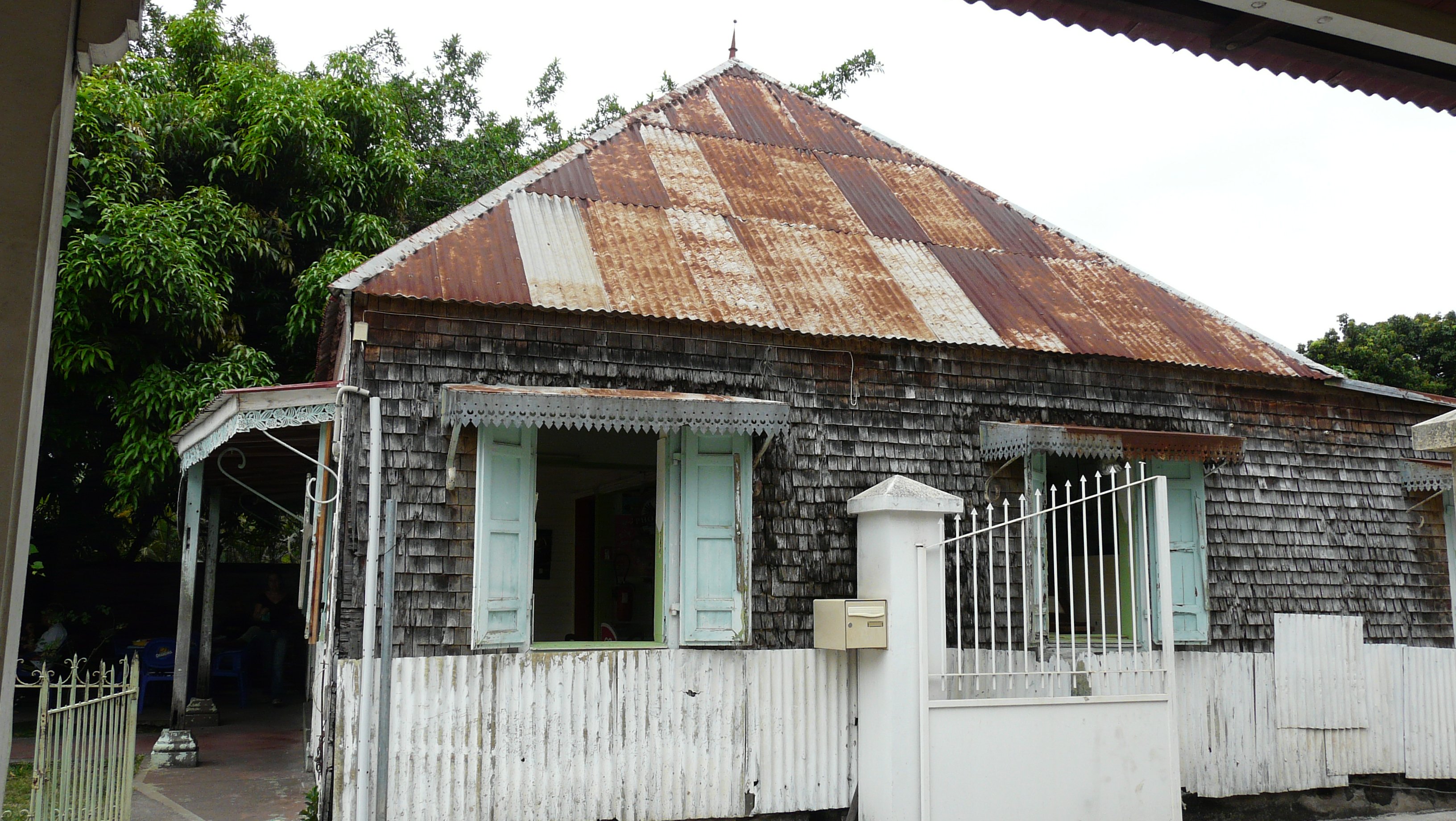
La Maison Valy, case créole typique, l'Entre-Deux (Réunion).

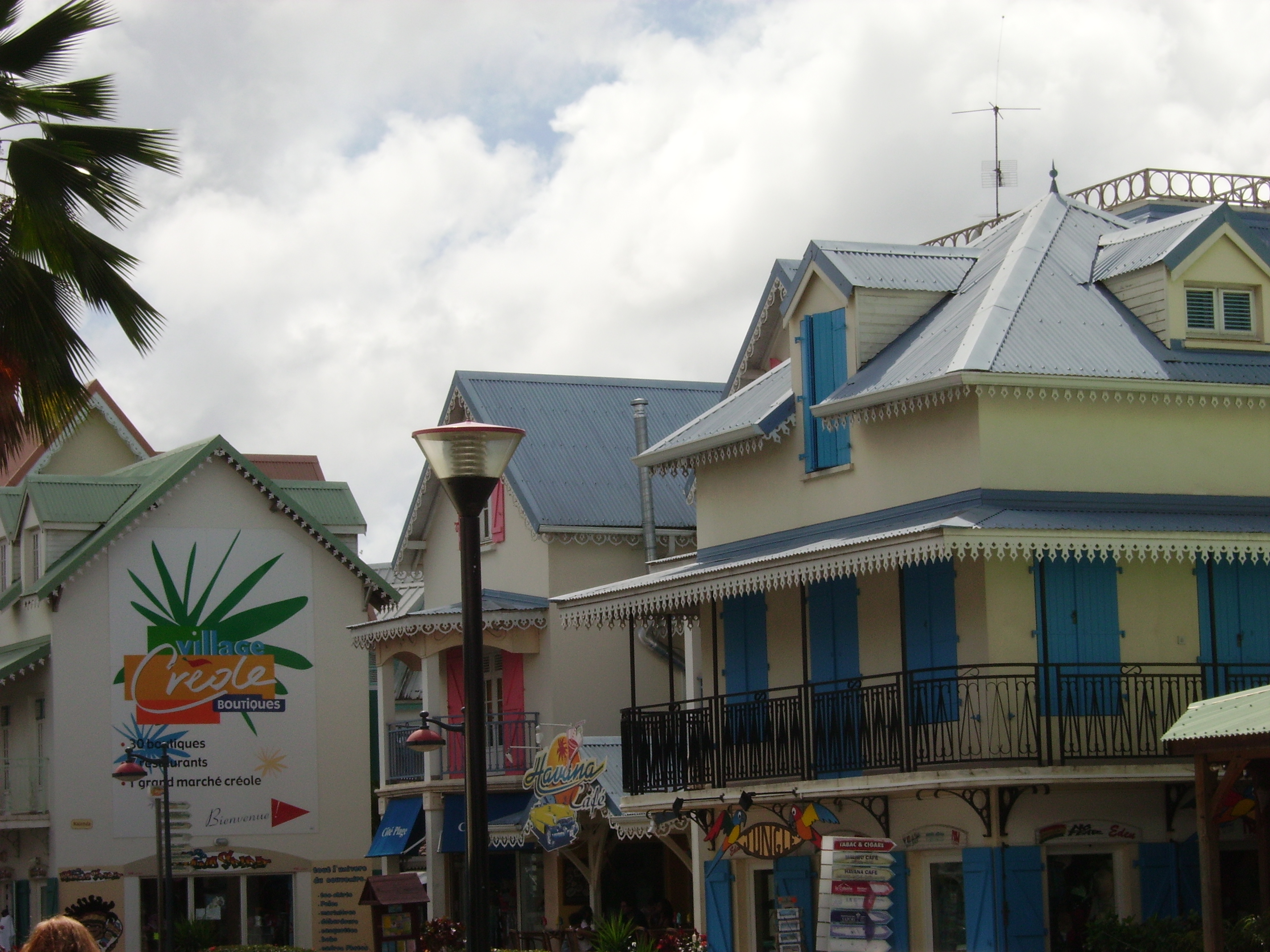
Quartier de la Pointe du Bout en Martinique.

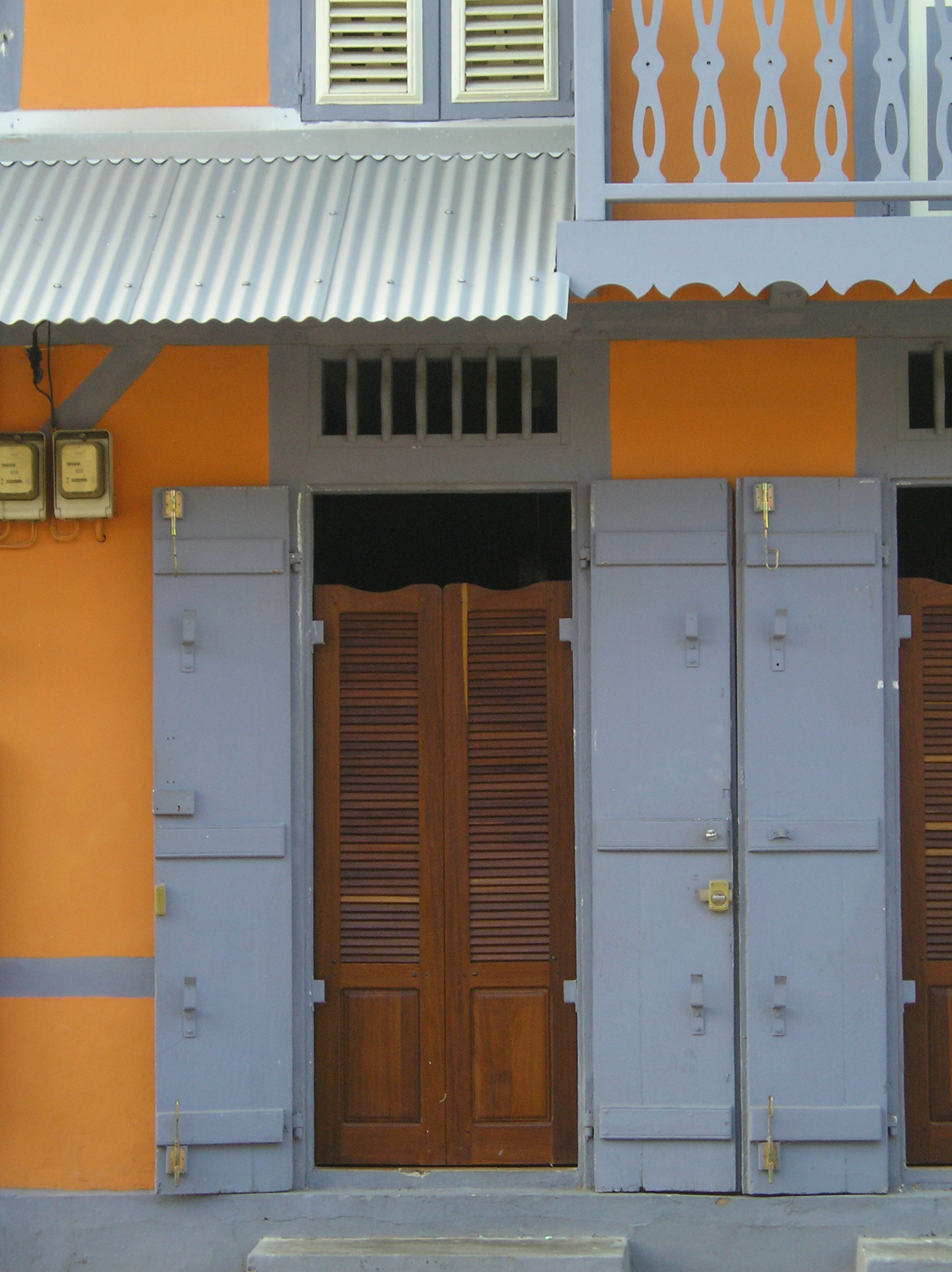
Porte d'entrée en bois tropical d'une maison créole réhabilitée à Cayenne (Guyane).

La case créole (Kaz ou Kay selon les créoles) est la maison traditionnelle des anciennes colonies françaises : Antilles, Guyane, La Réunion, Louisiane, Seychelles, Mayotte, Haïti et Île Maurice (elle existe sous d'autres formes à Pondichéry, Suez ou encore Saïgon et Hanoï). Elle symbolise l'art de vivre des Créoles et fait partie intégrante de leur univers.
Présentant de nombreuses spécificités, une histoire et une évolution intimement liées à celles des populations créoles, elle prend des formes différentes selon la région.

## Caractéristiques environnementales de la case traditionnelle créole

### Conception
Pour la conception, des bois de 4 mètres sont coupés en morceaux de 1, 2 ou de 3 mètres afin qu’il n’y ait pas de chutes. Ensuite il faut choisir l'orientation de la case créole qui est située généralement vers l’est, dans la direction du soleil levant. Cela permet de garder la maison ensoleillée. Des auvents vont protéger contre le soleil et la pluie. La forme des maisons varie en fonction de l'environnement. Les cases qui sont situées en altitude ont un plafond bas car cela réchauffe l’habitat, tandis que les maisons qui sont en basse altitude ont un plafond d'environ 6 mètres de haut pour permettre d’aérer la maison et de garder l’air chaud.
Les toits sont disposés en quatre versants, permettant à l'air de mieux circuler et évitant d’éventuelles secousses lorsque le vent frappe la maison.
Il n'y a pas de fenêtre vitrée dans les baies, uniquement des volets en bois, des jalousies, qui protègent des intempéries et du soleil. Ainsi, l'air circule librement et crée un rafraîchissement naturel de l'intérieur de l'habitat.

### Matériaux
- On utilise des bidons d’huile et des tôles pour le toit et les murs. L’enduit de chaux est réalisé en chauffant des coraux.
- On utilise aussi les bois de forêt tropicale pour faire des cases créoles.

### Décoration
Un lambrequin, zinc découpé de motifs traditionnels, est utilisé pour les anciennes maisons créoles. Il sert à réduire le débit de l’eau qui provient de la toiture en cas de forte pluie et cela évite que la pression de l’eau fasse raviner la terre. Des plantes, à proximité de la case, sont arrosées par les lambrequins. L'intérêt est de protéger les habitants contre les maladies et les piqûres de moustiques, mais elles servent aussi de diffuseur de parfum naturel à l'intérieur de la maison. Les plantes utilisées sont l'ylang-ylang, le géranium, la citronnelle, le jasmin.

### La case créole à la Réunion
L'histoire des premiers habitants de La Réunion démarre vers 1640, il y a moins de quatre siècles. En un peu plus de 300 ans, l'architecture créole va évoluer au fil des siècles et des courants politiques. L'architecture créole de La Réunion s'inspirera aussi de celle de Pondichéry, ancien comptoir Français des Indes. Dans différentes communes de La Réunion, il existe encore de nombreuses cases créoles qui témoignent de cette époque (la rue de Paris à Saint-Denis par exemple).

#### à Saint-Denis
- Villa Angélique
- Pavillon Badat, 17 rue de Paris
- Maison Barbier Isautier
- Maison dite Bossu
- Maison Carrère
- Domaine du Chaudron
- Maison Déramond-Barre, 15 rue de Paris
- Maison Fock-Yee, 41 rue La Bourdonnais
- Villa Fourcade
- Villa du Général
- Maison Kichenin
- Villa Lenoir
- Maison Macé
- Maison Manès
- Villa Morange
- Maison des notaires
- Maison Ponama
- Maison Repiquet
- Palais Rontaunay, 5 rue Rontaunay
- Maison Timol

#### à Saint-Pierre

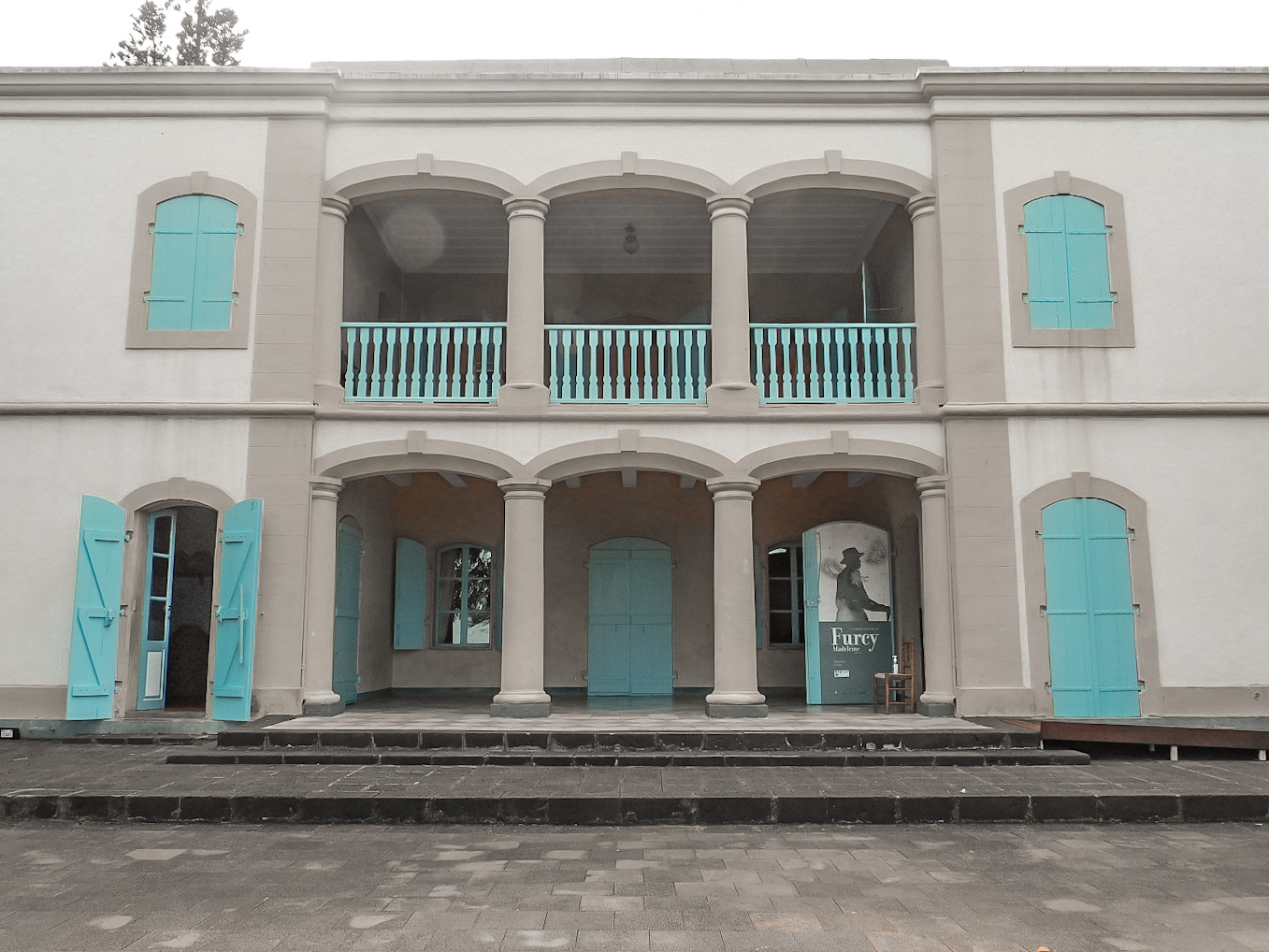
Maison des maîtres de l'habitation Desbassayns à Saint-Paul, d'inspiration malabar.

- Maison Adam de Villiers
- Maison Canonville
- Maison Choppy
- Maison Levesque
- Maison Loupy
- Maison Motais de Narbonne
- Maison Orré
- Maison Vasseur
- Propriété Mon Repos

#### à Saint-Paul
- Habitation Desbassayns
- Maison Grand Cour
- Grand Maison
- Villa Rivière

#### à Sainte-Suzanne
- Domaine du Grand Hazier

#### à Saint-Louis
- Domaine de Maison Rouge

#### à Saint-André
- Maison Martin-Valliamée
- Domaine Appavoupoullé

#### à Salazie
- Maison Morange
- Villa Folio

### La case créole en Haïti

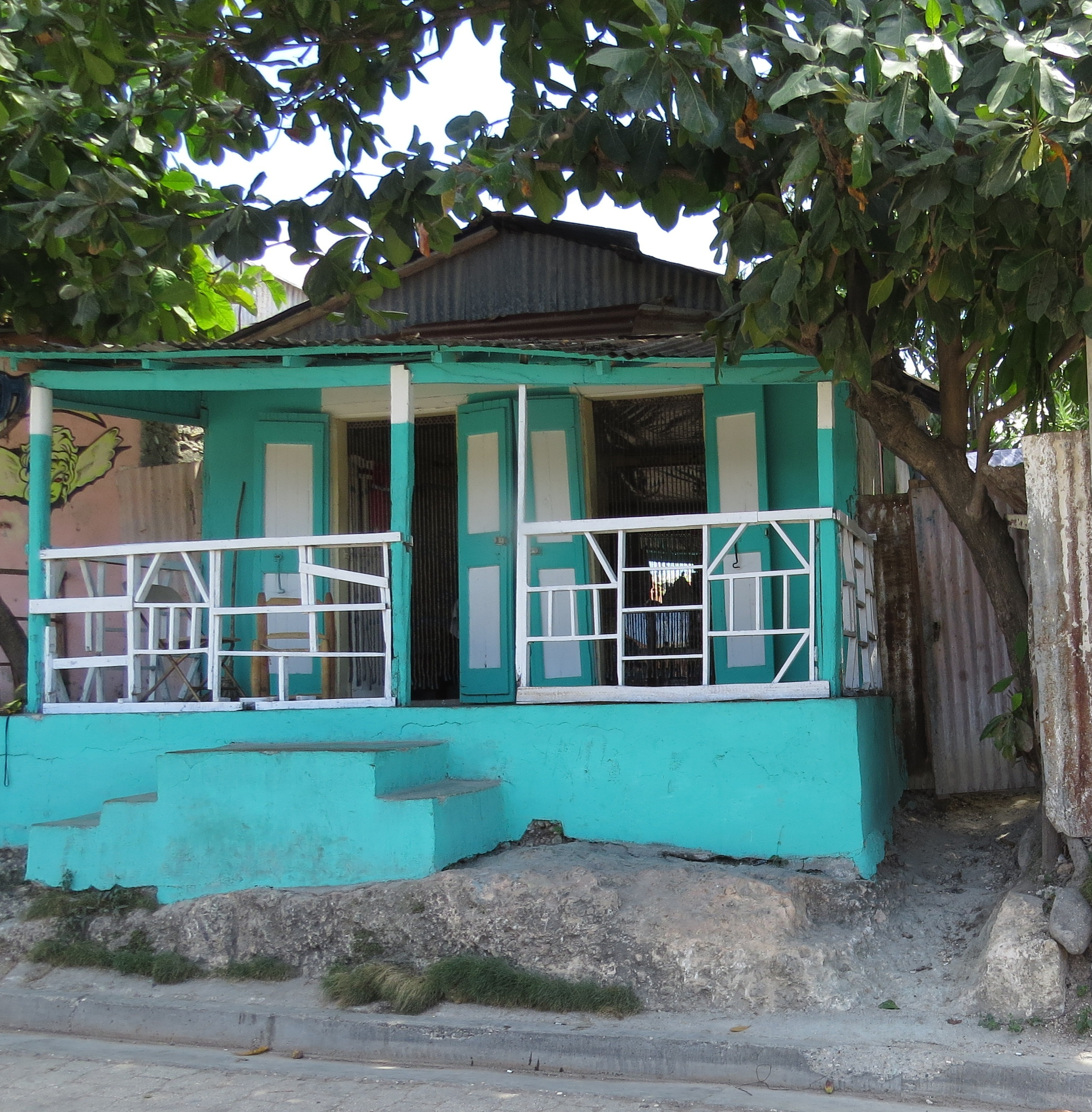
Maison rue de Conti, Jacmel, Haïti.

La case créole a particulièrement été étudiée pour la ville de Jacmel, au sud d'Haïti, dans le cadre d'une collaboration entre l’Institut de sauvegarde du patrimoine national (ministère de la Culture haïtien) et l’Inventaire général du patrimoine culturel (ministère de la Culture français). La synthèse du travail d'inventaire a été publiée dans la revue électronique en ligne In Situ, revue des patrimoines.